# Robert William Taylor
Robert William Taylor (Dallas, 10 de fevereiro de 1932 – Woodside, 13 de abril de 2017) foi um pioneiro da Internet.
Recebeu a Medalha Nacional de Tecnologia e Inovação e o Prêmio Charles Stark Draper.